# Eric Dier
Eric Jeremy Edgar Dier (Cheltenham, 15 de janeiro de 1994) é um futebolista inglês que atua como volante e zagueiro. Atualmente joga no Monaco.

## Carreira

### Início no Sporting
Foi para Portugal muito novo e rapidamente se instalou no bairro alto, onde começou nas camadas jovens do Sporting. Depois começou a jogar como titular e passou a ter regularidade, despertando assim o interesse de vários clubes como o Tottenham, para onde acabou transferindo-se em 2014.

### Tottenham
Transferiu-se para o Tottenham no dia 2 de agosto de 2014, por 5 milhões. Fez sua estreia num jogo contra o West Ham pela Premier League 2014-15 que terminou em 1-0 para o Tottenham, com Dier marcando aos 90 minutos o gol salvador que deu a vitória ao seu time.

### Bayern de Munique
No dia 11 de janeiro de 2024, foi anunciado como o novo reforço do Bayern de Munique, o contrato do zagueiro com os alemães é de empréstimo, com duração de apenas 6 meses, porém, o empréstimo tem opção de compra até 2025 pela nova equipe, que pode exercê-lo por €3,5 milhões, aproximadamente 18 milhões de reais.

### Monaco
Em 14 de maio de 2025, o Monaco anunciou a contratação do zagueiro inglês, que não renovou com o Bayern de Munique. Dier assinou contrato de três temporadas com o Monaco, tendo o vínculo válido até junho de 2028 com a equipe.

## Seleção Inglesa
Marcou o seu primeiro gol pela Seleção Inglesa no dia 23 de março de 2016, contra a Alemanha. 

## Títulos
Bayern de Munique
- Bundesliga: 2024–25[4]